# Grabación programada
La grabación programada es un servicio ofrecido en televisión analógica y televisión digital que permite al usuario grabar la información recibida por su decodificador de televisión para verla posteriormente.
El usuario, a través de su decodificador de televisión, puede seleccionar el programa que desea grabar, consultando su información básica (canal, hora de inicio, etc) en la guía electrónica de programas (EPG). El propio decodificador de televisión se sincronizará con los contenidos emitidos para grabar el programa. La información es transmitida con el estándar DVB-SI. Los set-top boxes usan aplicaciones MHP para grabar los programas y sincronizarse con los contenidos emitidos.
Los set-top boxes que incorporan memoria interna se conocen también como Personal Video Recorders (PVR) o Digital Video Recorders (DVR). Muchas veces ambos términos (PVR y DVR) se usan indistintamente.

## Historia
Antes de la aparición de los PVR y los DVR la grabación por parte del usuario de programas de televisión debía hacerse programando un VCR. Esto en ocasiones podía resultar complicado y no garantizaba la grabación del programa deseado, ya que éste podía empezar con retraso o no emitirse, ya que las cadenas suelen cambiar su programación a última hora.
Estos nuevos sistemas digitales permitieron grabar contenidos automáticamente y de forma más sencilla.
Los primeros DVR que aparecieron en el mercado fueron TiVo, Pace Twin, Nokia 260T o ReplayTV. Otro sistema que permite la grabación programada es Showview.

## Conceptos relacionados

### Time shifting
Los sistemas de grabación programada permiten el time shifting, que consiste en visualizar los contenidos grabados en cualquier momento. El usuario podrá tirar para adelante, para atrás o pausar el programa grabado. Antiguamente esto se conseguía con el VCR. La novedad que incorporan los DVR es que incorporan mecanismos que permiten manipular los contenidos incluso antes de que haya terminado la grabación.

## Variantes y alternativas
Actualmente existen sistemas y aplicaciones que ofrecen alternativas a la grabación de contenidos:

### Near Video on Demand
Emisión por parte de los proveedores de contenidos por el cual los programas se transmiten en diferentes canales y en diferentes horarios para que el usuario pueda escoger cual le conviene más. Este sistema se llama así por su parecido al vídeo bajo demanda usado en televisión interactiva.

### Video Indexing
Sistema de indexación de los materiales grabados que permite un acceso selectivo a los contenidos, teóricamente permitiendo la posibilidad de que el usuario personalice los programas vistos a su medida.
Esta indexación se puede realizar en el decodificador de televisión del usuario (mediante acceso a la EPG) o bien provenir directamente de los proveedores de contenidos (usando algoritmos de análisis y clasificación).
Este sistema ha sido desarrollado en la universidad de Dublín (Irlanda) bajo el nombre de Fischlár-TV.